# Rodona (tipografia)
|  | Aquest article tracta sobre l'estil tipogràfic. Vegeu-ne altres significats a «Rodona». |

Les astes són traços verticals o diagonals, formen la part central de la majoria de les lletres.

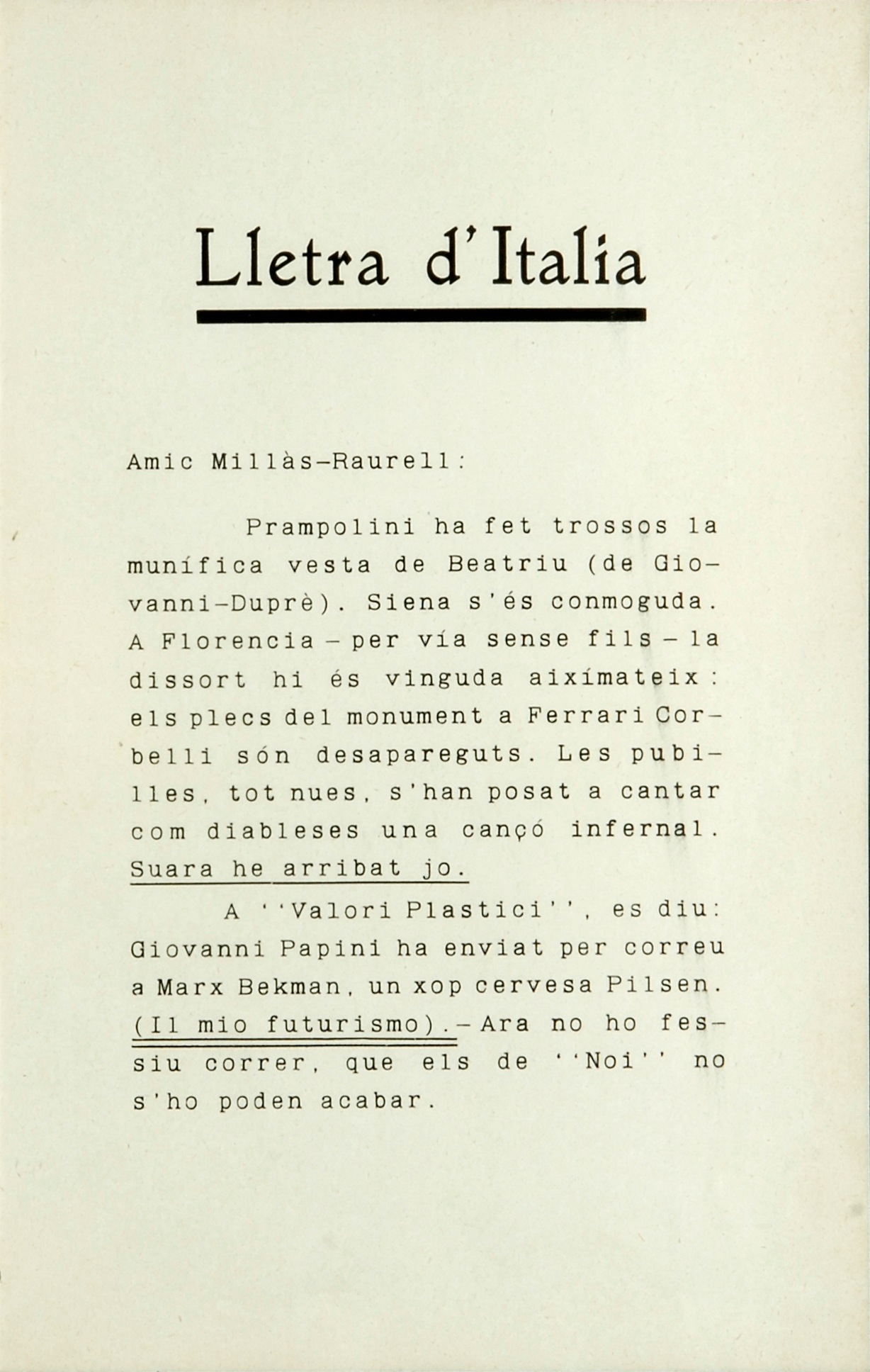
Primera pàgina del text Lletra d'Itàlia, del llibre Poemes en ondes hertzianes, escrit amb lletra rodona.

La rodona, redona (en català occidental i balear), regular o romana és l'estil tipogràfic més habitual, amb astes verticals i un pes visual mitjà. Els estils tipogràfics llatins es poden organitzar segons la inclinació del traç. D'aquesta manera, les lletres poden ser rodones (verticals) o cursives (inclinades). Segons aquest criteri les lletres de pal sec són una tipologia específica de romana.
A principis del Renaixement, la rodona Antiqua i la cursiva s'empraven per separat. Avui en dia, les tipografies rodones i cursives es barregen; la majoria de les tipografies es componen d'un estil rodó vertical i un estil cursiu inclinat, al que està associat.

## Història
Les lletres rodones es remunten a 1465, quan la impressió va arribar a Itàlia. Els italians, sense caràcters gòtics, van crear fonts inspirades en la combinació de les majúscules de les inscripcions de l'antiga Roma amb l'escriptura carolíngia desenvolupades al Sacre Imperi Romanogermànic. El primer ús reconeixible de caràcters rodons (romans) fou per Adolf Rusch, tipògraf del monestir de Subiaco, prop de Roma, la ciutat de la qual van prendre el nom. Adolf Rusch treballava per encàrrec de dos impressors alemanys Sweynheim i Pannartz.
Les primeres tipografies rodones mostren una amplia varietat de dissenys, algunes semblants al que ara es considerarien gòtiques. A la dècada de 1530, impressors i tipògrafs com Nicolas Jenson i Aldo Manuzio a Venècia i posteriorment Robert Estienne a França van codificar les característiques modernes de l'estil tipogràfic rodó: una 'h' amb l'asta dreta gairebé recta; serifs a l'exterior de les majúscules 'M' i 'N'; una 'e' amb traç creuat de nivell.
Les tipografies rodones més populars són: Bembo, Baskerville, Caslon, Jenson, Times New Roman i Garamond.

## Classificació
Classes tipogràfiques de les rodones: rodones antigues, rodones de transició, rodones modernes i egípcies.
Les lletres de pal sec, que també es poden considerar com a rodones, es classifiquen en: grotesques, neogòtiques, geomètriques i humanístiques.

### Rodones antigues
També anomenades, Clàssiques, Old style o Venecianes. Fan referència a les lletres i els números gravats a la pedra amb cisell, tal com es traçaven a l'Antiga Roma.

Centaur.
Aldus.

- Són lletres amb serif.
- Final esmolat i base amplia.
- Els traços són variables ascendents fins i descendents gruixuts.
- La direcció de l'eix d'eixamplament és oblic.
- L'espaiat de les lletres és essencialment ampli.
- Lletres pesades i to intens en el seu aspecte general.[8]

Les tipografies mostrades en la galeria de sota pertanyen al subgrup anomenat Garaldes on la direcció de l'eix d'eixamplament oblic no és tan pronunciat i disposen d'una millor proporció general. S'anomenen Garaldes en homenatge a dos dels principals tipògrafs del Renaixement: Claude Garamond i Aldus Manutius).

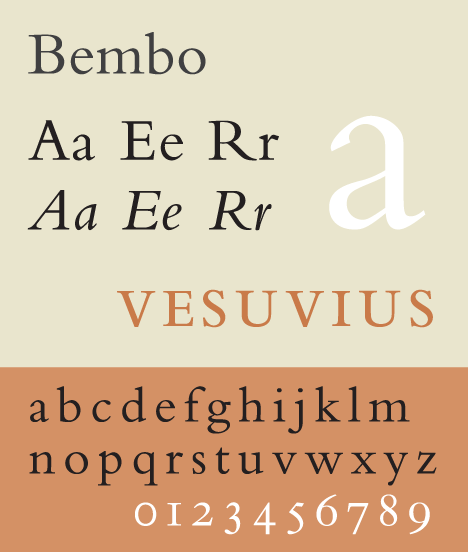
Bembo.
Garamond.

### Rodones de transició
També anomenades Reials.

Baskerville.
Century.
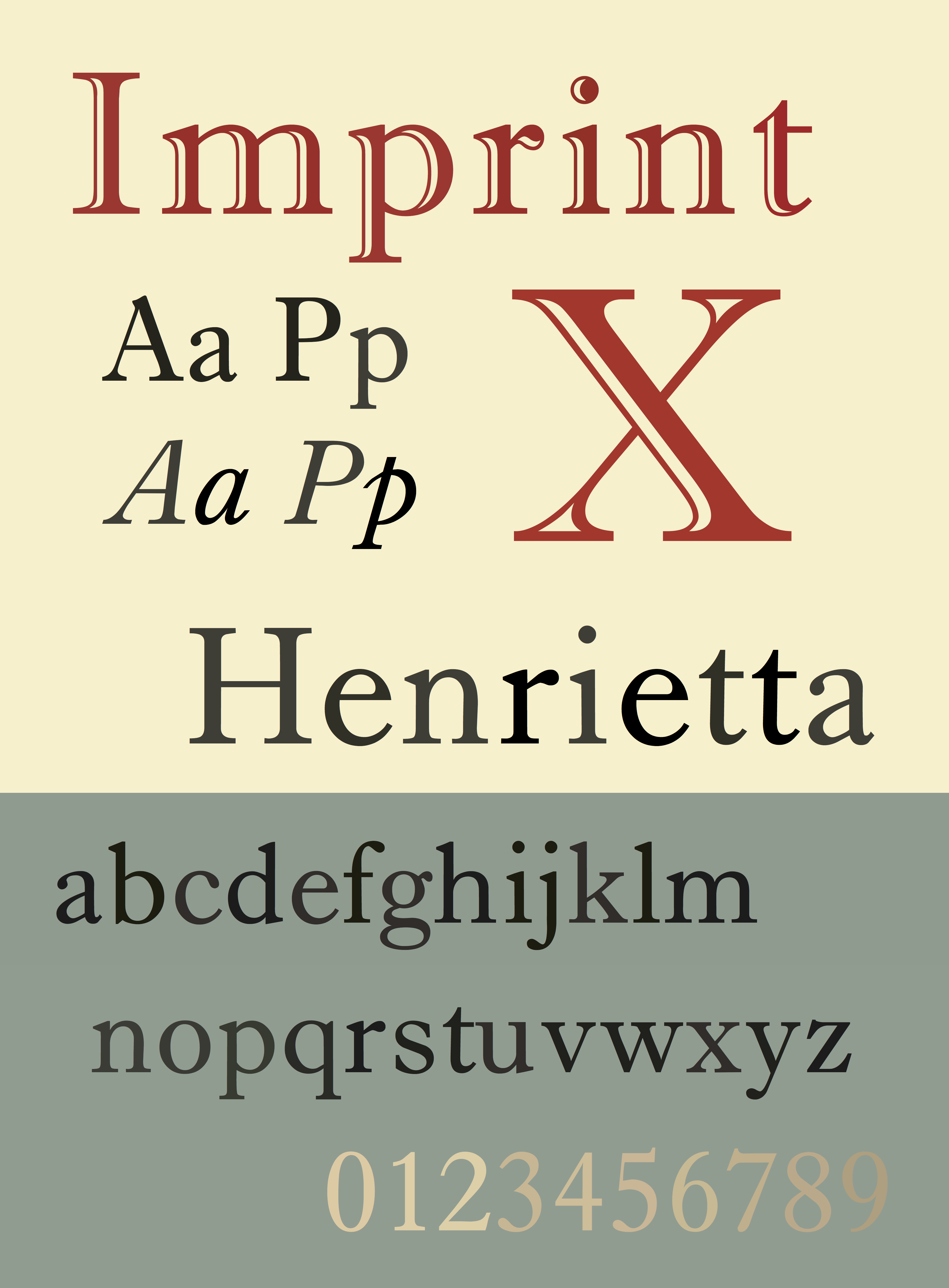
Imprint és una lletra tipogràfica que disposa d'una font amb efecte d'ombreig.
Times.

- Són lletres amb serif.
- El serif és més esmolat en els acabaments que en les rodones antigues.
- Els traços són variables, igual que en les antigues. Les diferències entre els traços prims i gruixuts estan més marcats, sense arribar al contrast de les modernes.
- Els caràcters en minúscules són més arrodonits.
- La direcció de l'eix d'engrossiment està més a prop de ser horitzontal que oblic.[10]

### Rodones modernes
Les romanes modernes també s'anomenen Didones, en homenatge a Firmin Didot i Giambattista Bodoni, tipògrafs rellevants del segle xix. Els tipus tallats en coure són la inspiració per a aquestes tipografies. El llenguatge d'aquesta tipografia ens porta clarament als resultats de la Revolució Industrial.

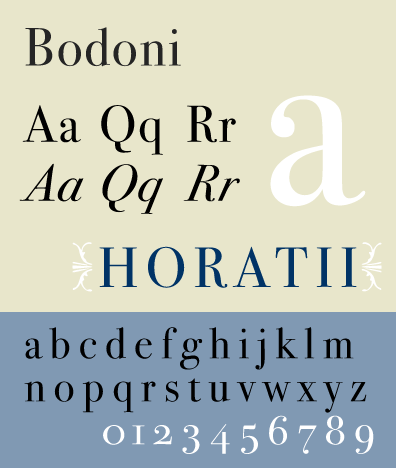
En l'a, c, f, g minúscules de la lletra Bodoni observem gotes que poden transmetre moda, elegància i feminitat.
Didot.
Century Schoolbook.

- Són lletres amb serif.
- El serif és lineal.
- El serif està estretament relacionat amb el pal de la lletra.
- Contrast molt alt entre traços gruixuts i prims, molt més que en el cas de les rodones antigues.
- La modulació és vertical. La direcció de l'eix d'eixamplament és horitzontal.
- Ús de recursos plenament tipogràfics, com les gotes.
- Les cursives estan molt inclinades, s'inspiren en l'escriptura cal·ligràfica.[11][12]

### Egípcies
També anomenades Slab serifs o Mecanes. Les primeres lletres tipogràfiques egípcies foren llançades a finals del segle xviii i principis del segle xix. Clarendon que fou llançada el 1845 pel britànic Robert Besley fou la primera font protegida per copyright, actualment continua vigent. Inicialment s'empraren per a ús publicitari. Proporcionen cossos mitjans per a ser utilitzats en textos de llibres.

Clarendon.
Cooper Black.
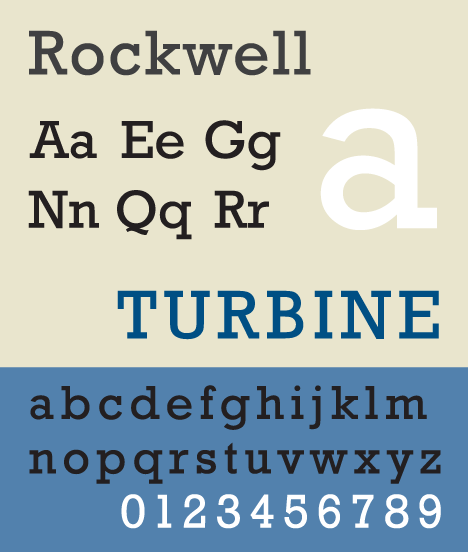
Rockwell, basada en un model geomètric.
Courier New inspirada en els tipus de la màquina d'escriure.

- Són lletres amb serif.
- Sense contrast en els traços, el serif és tan gruixut com les astes.
- Pot ser quadrat (Lubalin Graph, Robotik) o rodó (Cooper Black).
- Les relacions entre serif i les terminacions horitzontals poden ser angulars (Memphis) o corbes (Clarendon).
- La direcció de l'eix d'engruiximent acostuma s ser horitzontal.[16][11]

## Ús
Els noms propis s'escriuen en rodona, en cursiva o entre cometes. S'escriuen sempre en rodona i sense cometes:
1. Els noms...
  1. dels éssers sobrenaturals o llegendaris.
  2. de persones físiques i jurídiques.
  3. alternatius com sobrenoms o pseudònims.
  4. de les companyies artístiques.
  5. de les marques i els productes comercials.
  6. d'establiments i locals comercials.
2. Els títols...
  1. dels programes de ràdio i televisió.
  2. dels textos sagrats.
  3. de textos, publicacions i obres literàries i artístiques constituïts per un genèric.